# Ana Mercedes Robles Goris
Ana Mercedes Robles Goris (Santiago de los Caballeros, República Dominicana) es neurocientífica. Fue escogida como Fellow Member de la American Academy of Neurology, única dominicana en ostentar esta distinción en la institución. La doctora Ana Robles fundó en 1999, entre otras, la Sociedad Dominicana de Cefaleas de la cual fue presidenta.
Además, es socia fundadora de la Asociación Latinoamericana para el Estudio de las Cefaleas (ALADEC) que, a nivel continental, impulsa la optimización del manejo de los dolores de cabeza.
La neuróloga Ana Mercedes Robles Goris ocupó la presidencia de la Sociedad Dominicana de Neurología y Neurocirugía hasta 2008, además de la dirección regional para América Latina ante la Federación Mundial de Neurología (desde octubre de 2008 hasta diciembre de 2012). Es la primera profesional de la Neurología en República Dominicana en incursionar en el uso de la toxina botulínica para el control de estos padecimientos.

## Trayectoria
La doctora Ana Mercedes Robles Goris es hija de Gonzalo Robles y de la maestra Mercedes Antonia Goris. Se licenció en la Escuela de Medicina de la PUCMM. Dentro de sus formadores se menciona al doctor José de Jesús Jiménez Almonte. Completó su formación especializada siendo Fellow del Servicio de Neurología del profesor Luis Pío Sánchez Longo, adscripto a la Universidad de Puerto Rico. Durante ese tiempo la experiencia más importante la obtuvo a través de su rotación por el Departamento de Neurofisiología Clínica dirigido por el doctor Ángel Noriega Sánchez, una de las personalidades de la Neurofisiología Continental. 
Ana Mercedes Robles Goris ha sido escogida como Fellow Member de la American Academy of Neurology, única dominicana en ostentar esta distinción. Sus inquietudes en el campo terapéutico, didáctico e investigativo se han orientado hacia el complejo mundo de la cefalea (disciplina de la neurología que se ocupa del manejo de los dolores de cabeza), lo que la llevó a fundar, en 1999, junto a otros colegas La Sociedad Dominicana de Cefaleas. Esta institución ha sido líder en República Dominicana en la difusión de los últimos avances en el manejo correcto de esta molesta condición, siendo los resultados de estas reuniones ejemplo de organización y alto contenido científico y pedagógico.
Al mismo tiempo, la doctora Ana Robles es socia fundadora de la Asociación Latinoamericana para el Estudio de las Cefaleas (ALADEC), que a nivel continental impulsa la optimización del manejo de los dolores de cabeza. Sobre este tema ha presentado varios trabajos originales en congresos nacionales e internacionales.
La doctora Robles Goris  incursionó en varios campos de la Neurología, particularmente en la Neuropediatría, siendo precursora e impulsora de esta disciplina en República Dominicana. Además, ha puesto mucha atención a los Trastornos del Movimiento.
Como experta en electroencefalograma, dirige el Departamento correspondiente del Centro Médico UCE, en Santo Domingo, República Dominicana.
La especialista en neurociencia Ana Robles a organizado cónclaves nacionales a los que han asistido prestigiosos neurocientistas nacionales y extranjeros, por lo que, la Sociedad Iberoamericana de Enfermedad Cerebrovascular (SIECV) le confió la presidencia del Quinto Congreso Iberoamericano de Enfermedad Cerebrovascular, celebrado en Santo Domingo, entre el 29 de octubre y el 1 de noviembre del 2002, al que asistieron decenas de expertos en este campo, entre ellos los más connotados a ambos lados del Atlántico. Por su impecable organización y la extraordinaria profundidad de su programa, este ha sido el más exitoso de todos los Congresos de ese tipo hasta ese momento celebrados, según palabras de los directivos de la SIECV, promotora de tal evento. Por estas mismas razones, en el 2007, la Federación Mundial de Neurología (WFN) le confiere la presidencia del XII Congreso Panamericano de Neurología. 
En 2013 organizó el simposio sobre Cefalea, en la que participaron los principales directivos de la Sociedad Internacional de Cefalea (IHS), órgano rector en este campo, pues agrupa importantes sociedades interesadas en el dolor de cabeza, en combinación con la Sociedad Dominicana de Cefaleas (SODOC, que son las entidades médicas más frecuentes en esta especialidad de neurología.
La neuróloga Ana Roble ha participado en varias ocasiones en programas radiales y televisivos tocando temas como: El estado del cerebro cuando se está enamorado, dinamismo del cerebro mientras se duerme, demencia vascular, cefalea, etc.

## Reconocimientos
Ana Mercedes Robles Goris fue reconocida por la Federación Mundial de Neurología (WFN) por sus aportes durante los cuatro años que fungió como Directora Regional para América Latina.